# ティム・スクワイアズ
ティモシー・S・"ティム"・スクワイアズ（Timothy S. “Tim” Squyres, 1959年 - ）は、アメリカ合衆国の編集技師である。

## 人物
アン・リー監督作品には『ブロークバック・マウンテン』以外の全作品に参加している。
『グリーン・デスティニー』（2000年）により、アカデミー編集賞、英国アカデミー賞にノミネートされた。
アメリカ映画編集者協会の会員である。

## フィルモグラフィ
- 推手 推手 (1991)
- ウェディング・バンケット 喜宴 (1993)
- 恋人たちの食卓 飲食男女 (1994)
- いつか晴れた日に Sense and Sensibility (1995)
- アイス・ストーム The Ice Storm (1997)
- 楽園をください Ride with the Devil (1999)
- グリーン・デスティニー 臥虎蔵龍 (2000)
- The Hire: Chosen (2001)
- ハルク Hulk (2003)
- シリアナ Syriana (2005)
- ラスト、コーション 色・戒 (2007)
- ウッドストックがやってくる! Taking Woodstock (2009)
- ライフ・オブ・パイ/トラと漂流した227日 Life of Pi (2012)
- 不屈の男 アンブロークン Unbroken (2014)
- ビリー・リンの永遠の一日 Billy Lynn's Long Halftime Walk (2016)
- ジェミニマン Gemini Man (2019)